# Biserica de lemn „Sfântul Arhanghel Mihail” din Mîndîc
Biserica de lemn „Sf. Arhanghel Mihail” este o biserică amplasată în Mîndîc, raionul Drochia, Republica Moldova. Este un monument arhitectural de importanță națională inclus în Registrul monumentelor Republicii Moldova ocrotite de stat cu nr. 415 (raionul Dondușeni). Datează din anii 1930.